# Schnürles
Schnürles ist ein in Nordbaden verbreitetes, dem Fußballtennis ähnliches Spiel. Der Name geht auf das Pforzheimer Fußballidol der 1920er Jahre Fritz Schnürle zurück, der das Spiel während seiner Arbeit als Trainer beim 1. FC Pforzheim erfand und regional bekannt machte. 
Das Feld beim Schnürles ist 8 × 16 m groß und wird in der Mitte von einem Seil, das in 50 cm Höhe gespannt ist, geteilt. Jede Mannschaft hat vier Spieler. Diese versuchen den Ball so zum Gegner zu spielen, dass dieser ihn nicht regelkonform zurückspielen kann.